# Finale de la Coupe du monde féminine de football de 2015
La finale de la Coupe du monde féminine de football 2015 est le match de football déterminant l'équipe qui remporte la Coupe du monde féminine de football 2015, disputée au Canada. Jouée le 5 juillet 2015 au BC Place Stadium de Vancouver, cette septième finale de Coupe du monde oppose les États-Unis au Japon, comme la précédente finale en 2011 remportée par ce dernier.
La rencontre commence par une série de quatre buts américains en un quart d'heure, dont un triplé de Carli Lloyd. Les Japonaises retrouvent ensuite de l'allant et marquent un but par Yuki Ogimi, portant le score à 4 à 1 à la mi-temps. Le score final est de 5 à 2.

## Feuille de match
| Match 52                         | États-Unis                                | 5 - 2   | Japon                          | BC Place Stadium, Vancouver                      |                                                  |
| 5 juillet 2015 16:00 (UTC−07:00) | Lloyd 3e 5e 16e · Holiday 14e · Heath 54e | (4 - 1) | 27e Ogimi · 52e (csc) Johnston | Spectateurs : 53 341 Arbitrage : Kateryna Monzul | Spectateurs : 53 341 Arbitrage : Kateryna Monzul |
| 5 juillet 2015 16:00 (UTC−07:00) | Rapport                                   |         |                                | Spectateurs : 53 341 Arbitrage : Kateryna Monzul | Spectateurs : 53 341 Arbitrage : Kateryna Monzul |